# Herb gminy Miedzna
Herb gminy Miedzna – symbol gminy i wsi Miedzna w postaci herbu.

## Wygląd i symbolika
Herb przedstawia na tarczy w polu błękitnym jelenia barwy naturalnej ze złotym porożem i złotą koroną na szyi.  

## Historia
Herb z wizerunkiem jelenia Miedzna otrzymała najprawdopodobniej wraz z lokacją miasta w 1470 roku. Nie zachowały się jednak żadne źródła dotyczące jego historii. Wiadomo, że posługiwano się nim w drugiej połowie XIX wieku, umieszczając go na rosyjskich pieczęciach: gminnej i parafialnej. 
Obecny wizerunek herbu został ustanowiony 30 sierpnia 1993 roku. 